# ميروسلاف سافانوفيتش
ميروسلاف سافانوفيتش هو لاعب كرة قدم صربي في مركز الوسط، ولد في 10 مارس 1985 في بلغراد في صربيا. لعب مع نادي سيليكس ونادي ياغودينا.